# Jürgen Roelandts
Jürgen Roelandts (nascido em 2 de julho de de 1985) é um ciclista belga. Define-se como velocista. É atual membro da equipe Lotto-Soudal, com a qual se tornou profissional em 2008.
Competiu representado seu país, Bélgica, nos Jogos Olímpicos de Verão de 2012 em Londres, terminando em sétimo lugar na prova de estrada individual.